# Кривошея, Надежда Самсоновна
Надежда Самсоновна Кривошея (укр. Надія Самсонівна Кривошея; род. 7 ноября 1929 года, село Карапыши, Мироновский район, Киевская область, Украинская ССР) — звеньевая колхоза имени Щорса Мироновского района Киевской области, Украинская ССР. Герой Социалистического Труда (1977). Депутат Верховного Совета ССР 10-го созыва.
Родилась в 1929 году в крестьянской семье в селе Карапыши Киевской области. Получила среднее образование.
С 1946 года — рядовая колхозница, звеньевая (с 1947 года) в колхозе имени Щорса Мироновского района. В 1960 году вступила в КПСС.
Указом Президиума Верховного Совета СССР от 22 декабря 1977 года «за выдающиеся успехи, достигнутые во Всесоюзном социалистическом соревновании, проявленную трудовую доблесть в выполнении планов и социалистических обязательств по увеличению производства и продажи государству зерна и других продуктов земледелия в 1977 году» удостоена звания Героя Социалистического Труда с вручением ордена Ленина и золотой медали «Серп и Молот».
Избиралась депутатом Верховного Совета СССР 10-го созыва (1979—1984).
Награды
- Герой Социалистического Труда
- Орден Ленина — дважды
- Орден Трудового Красного Знамени — дважды
- Заслуженный работник сельского хозяйства Украинской ССР